# Cabouco
Cabouco ist eine portugiesische Gemeinde (Freguesia) im Kreis Lagoa, auf der Azoren-Insel São Miguel. In ihr leben 1970 Einwohner auf einer Fläche von 5 km² (Stand 19. April 2021).

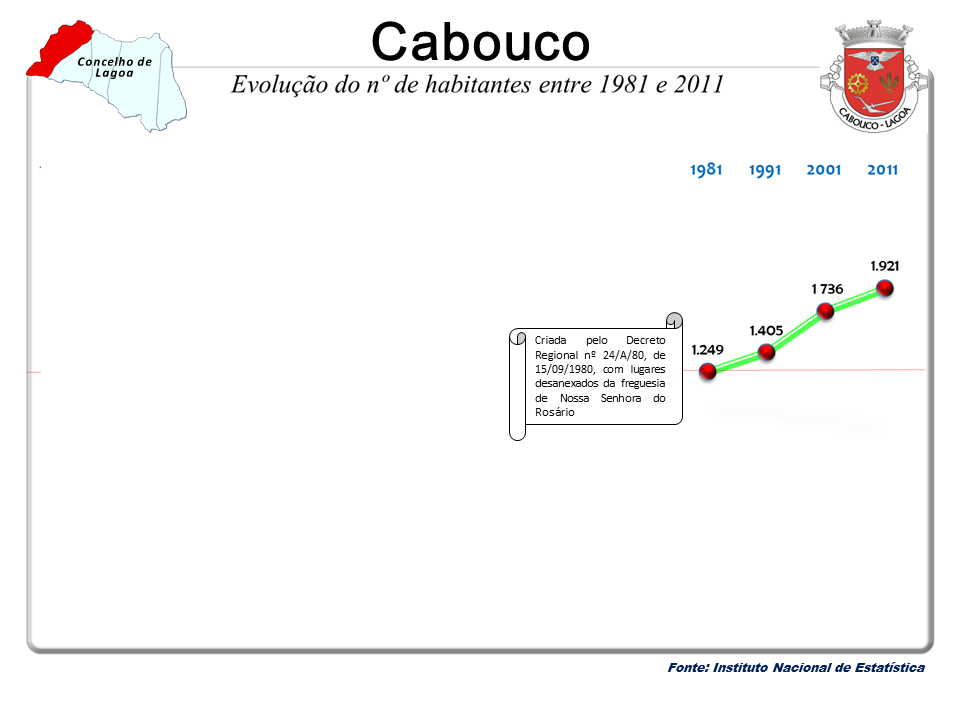
Bevölkerungsentwicklung der Gemeinde Cabouco seit ihrer Gründung 1980

Die Gemeinde wurde 1980 gegründet, durch Ausgliederung aus der Gemeinde Nossa Senhora do Rosário.